# Czarna Buda
Czarna Buda (kaszb. Czôrnô Bùda) – nieoficjalna nazwa osady leśnej wsi Kanin w Polsce położona w województwie zachodniopomorskim, w powiecie sławieńskim, w gminie Postomino.
Na południe od miejscowości przepływa rzeka Wieprza.
W latach 1975–1998 miejscowość administracyjnie należała do województwa słupskiego.